# Lorena Rae
Lorena Rae, pseudonimo di Lorena Rape (pronuncia [lɔ⁠ˈʀeːna ˈʀaːpə]; Diepholz, 8 luglio 1994), è una modella tedesca.

## Biografia
Nata da una famiglia di gestori di un salone automobilistico, è stata scoperta nel 2012 da un agente ad Amburgo. Dopo il diploma di Gymnasium professionale (Berufliches Gymnasium) in economia al Berufsbildungszentrums Dr. Jürgen Ulderup ha cominciato a lavorare come modella per marchi tedeschi come s.Oliver, Thomas Sabo, Hugo Boss e Bijou Brigitte. All'inizio del 2017 si è trasferita a New York per portare avanti la sua carriera di modella; per la carriera internazionale ha scelto lo pseudonimo "Rae" perché rape in inglese significa "stupro". Nello stesso anno ha rappresentato il marchio L'Oréal al Festival del cinema di Cannes ed è apparsa sulla rivista OOB.
Nel 2018 ha sfilato per Calzedonia e Shiatzy Chen e al Victoria's Secret Fashion Show organizzato da Victoria's Secret a New York.

## Agenzie
Lorena Rae è sotto contratto con le agenzie The Lions (New York), PMA (Amburgo), Boss Models (Città del Capo), Unique Models (Copenaghen) e Dulcedo Management (Montréal). Nel 2018 risultava anche alla Next Model Management di New York.